# 926
926 (CMXXVI) fue un año común comenzado en domingo del calendario juliano, en vigor en aquella fecha.

## Nacimientos
- 2 de junio — Emperador Murakami de Japón (m. 967)
- Gamle Eriksson (m. 955)

## Fallecimientos
- 12 de diciembre - Guillermo II, duque de Aquitania.